# 国分胤長
国分 胤長（こくぶん たねなが、治承2年（1178年）? - 正治2年4月13日（1200年5月27日）?）は、日本の鎌倉時代に陸奥国宮城郡にいたとされる武士である。国分胤通の子とされるが、実在しない可能性がある。
陸奥国の国分氏は、南北朝時代から戦国時代まで陸奥国宮城郡南部を領した武士である。下総国出身の国分胤通が宮城郡国分荘を奥州合戦の恩賞として与えられて移住したのがはじまりだと伝える。江戸時代に仙台藩の佐久間義和が編纂した系図では、国分胤長は胤通の長子、母は臼井常信の女。弟に胤清と道氏がおり、姉妹2人がいてそれぞれ大須賀胤秀と臼井秀行に嫁いだ。胤通の弟東胤頼の女を娶って子に国寿丸があり、これが長じて国分胤茂となったという。
佐久間編の系図では胤長は正治2年（1200年）4月13日に年23歳で没したというので、生まれた年は治承2年（1178年）となる。弟の胤清も年16で死に、末弟の道氏は長命で下総印旛郡山岡荘に領土を与えられた。
国分氏の本流は陸奥国にあって、胤通から胤茂に伝えられるというのが佐久間編の系図のいうことなのだが、下総側の系図にも、陸奥側で古内氏が蔵した系図にも、こうした人名は出てこない。仙台藩で江戸時代に編纂された複数の資料・系図は胤通を陸奥国分氏の先祖とするが、古い時代で一致するのは胤通だけで、戦国時代を下るまで異同がはなはだしい。そこで、陸奥の国分氏を胤通につなげたのは系図編纂者ではないかという説もある。下総から陸奥へという流れを大略認める説をとっても、系図の個々の人名は信用できるものではなく、胤長の実在性には疑問がある。